# Solihull Moors Football Club
 (novembre 2019).
Si vous disposez d'ouvrages ou d'articles de référence ou si vous connaissez des sites web de qualité traitant du thème abordé ici, merci de compléter l'article en donnant les références utiles à sa vérifiabilité et en les liant à la section « Notes et références ».
Actualités
Solihull Moors Football Club est un club de football professionnel basé à Solihull, dans les Midlands de l'Ouest.
Le club évolue en National League (cinquième division anglaise) depuis la saison 2016-2017.

## Histoire
En 2007, le club est créé à la suite de la fusion de Moor Green (en) et Solihull Borough (en).
En 2016, le club remporte la National League North (sixième division).
En 2019, le club atteint les demi-finales d'accession à la League Two (quatrième division anglaise), éliminé par l'AFC Fylde lors des barrages.

## Bilan par saison
| Saison    | Championnat           | Niveau | Joués | G  | N  | D  | BP | BC | +/- | Points | Position     | Meilleur buteur du club de la saison | Buts | FA Cup | FA Trophy | Moyenne d'affluence |
| --------- | --------------------- | ------ | ----- | -- | -- | -- | -- | -- | --- | ------ | ------------ | ------------------------------------ | ---- | ------ | --------- | ------------------- |
| 2007-2008 | Conference North      | 6      | 42    | 12 | 11 | 19 | 50 | 76 | −26 | 47     | 17e sur 22   | Darren Middleton                     | 11   | QR4    | QR3       | 300                 |
| 2008-2009 | Conference North      | 6      | 42    | 13 | 10 | 19 | 49 | 73 | −24 | 49     | 16e sur 22   | Jake Edwards                         | 9    | QR2    | QR3       | 232                 |
| 2009-2010 | Conference North      | 6      | 40 †  | 11 | 9  | 20 | 47 | 58 | −11 | 42     | 17e sur 21 † | Jake Edwards                         | 7    | QR3    | QR3       | 248                 |
| 2010-2011 | Conference North      | 6      | 42    | 18 | 10 | 12 | 66 | 49 | +17 | 64     | 7e sur 22    | Ryan Beswick                         | 13   | QR3    | QR3       | 317                 |
| 2011-2012 | Conference North      | 6      | 42    | 13 | 10 | 19 | 44 | 54 | −10 | 49     | 19e sur 22   | Lee Morris                           | 6    | QR4    | R1        | 323                 |
| 2012-2013 | Conference North      | 6      | 42    | 17 | 9  | 16 | 57 | 53 | +4  | 56 ††  | 9e sur 22 †† | Omar Bogle                           | 15   | QR3    | R2        | 239                 |
| 2013-2014 | Conference North      | 6      | 42    | 17 | 14 | 11 | 63 | 52 | +11 | 65     | 8e sur 22    | Omar Bogle                           | 18   | QR4    | QR3       | 430                 |
| 2014-2015 | Conference North      | 6      | 42    | 16 | 7  | 19 | 68 | 63 | +5  | 55     | 12e sur 22   | Omar Bogle                           | 29   | QR2    | R1        | 463                 |
| 2015-2016 | National League North | 6      | 42    | 25 | 10 | 7  | 84 | 48 | +36 | 85     | 1er sur 22   | Akwasi Asante                        | 17   | QR3    | R1        | 671                 |
| 2016-2017 | National League       | 5      | 46    | 15 | 10 | 21 | 62 | 75 | −13 | 55     | 16e sur 24   | Akwasi Asante                        | 11   | R2     | R1        | 1 009               |
| 2017-2018 | National League       | 5      | 46    | 14 | 12 | 20 | 49 | 60 | −11 | 54     | 18e sur 24   | Oladapo Afolayan                     | 11   | R1     | R2        | 879                 |
| 2018-2019 | National League       | 5      | 46    | 25 | 11 | 10 | 73 | 43 | +30 | 86     | 2e sur 24    | Adi Yussuf                           | 14   | R2     | QF        | 1 381               |

Légende :
- † : Fle club de arsley Celtic est retiré du championnat, ses résultats étant retirés et le championnat concerne 21 clubs[1]
- †† : Solihull Moors se voit retirer 3 points pour utilisation d'un joueur non elligible[2]

## Palmarès
- National League North
  - Champion en 2016

## Identité

### Logos

Logo jusqu'en 2022.
Logo depuis 2022.